# Monte Zavo
Il monte Zavo è una collina (346 m s.l.m.) che si trova nel comune di Santa Giuletta, in provincia di Pavia. 

## Descrizine
Il monte Zavo fa parte delle ultime propaggini dell'Appennino settentrionale nell'Oltrepò pavese ed è il maggiore rilievo del territorio comunale, seguendo di pochi metri il Monte Campone (351m s.l.m.).
Il suo nome deriva da una leggenda locale in merito alle apparizioni del diavolo durante il medioevo, nella zona nel dialetto arcaico la parola zaul significa diavolo.
Sul lato meridionale è collegato mediante un passo ad un'altra elevazione. Sul lato settentrionale si sono verificati diversi cedimenti del suolo (una grossa frana colpì le colline della frazione castello alla fine degli anni '70)

## Storia
Dalle sue pendici venne cavata l'arenaria per la costruzione di alcune parti delle chiese di Pavia: San Michele Maggiore, San Pietro in ciel d'oro e per la certosa di Pavia.

## Flora
Le pendici dell'elevazione sono ricoperte di boschi misti e sul lato occidentale da coltivazioni di viti.
Sul versante settentrionale corre una piccola strada, in parte dissestata, da cui è possibile ammirare il panorama verso la Pianura Padana e fino alle Alpi. La strada è stata chiusa a causa della grande pioggia scesa nei primi mesi del 2009, che i drenaggi presenti alle falde della collina non sono riusciti a portare a valle. Sull'opposto versante meridionale passa la strada che collega la frazione Castello di Santa Giuletta e Pietra de' Giorgi. Da questo versante si domina Mornico Losana e Montalto Pavese e si arriva a scorgere il monte Penice.